# Semkowci
Semkowci (bułg. Семковци) – wieś w Bułgarii, w obwodzie Wielkie Tyrnowo, w gminie Wielkie Tyrnowo. Wieś wymarła.